# Natálka (youtuberka)
Natálka, někdy také Natalkaa, Nataalka nebo Nathalkaa, vlastním jménem Natálie Kárová (* 6. srpna 2004), je česká youtuberka, streamerka a gamerka.

## Život a kariéra
Narodila se v roce 2004. Žila v Žatci, studovala na žateckém gymnáziu.

### Působení na sociálních sítích
Svůj účet na platformě Twitch založila v květnu 2014. Pravidelně však na něm začala vysílat až v červenci 2018. Od ledna 2019 rovněž zveřejňuje videa na platformu YouTube. Ve své tvorbě se především zaměřuje na živé přenosy z videoher na platformě Twitch. Mezi videohry, které vysílá, patří mimo jiné Fortnite, Valorant, League of Legends či CS:GO. Nejtypičtější jsou pro její tvorbu živá vysílání z videohry Fortnite. Na svém YouTube kanále pak zveřejňuje videa na různá témata včetně let's playů či vlogů. Na tvorbě obsahu často spolupracuje s dalšími youtubery a streamery. Kromě svého hlavního kanálu, na kterém měla k roku 2024 přes 265 tisíc odběratelů, vlastní také vedlejší kanál Natálka Plus, který založila v únoru 2021.
V lednu 2020 uspořádala se svými tehdejšími spolužačkami charitativní 24hodinový živý přenos za účelem výběru finančních prostředků pro psí útulek v Jimlíně. Podařilo se jim vybrat 18 tisíc korun.
V lednu 2022 se stala členkou e-sportového týmu Sampi, přičemž v týmu začala působit jako content creator. Tentýž měsíc se dle serveru Playzone umístila na prvním místě v žebříčku nejsledovanějších streamerek v České republice. V březnu 2024 ji server ve stejném žebříčku zařadil na druhé místo. V absolutním počtu sledujících je s více než 370 tisíci sledujícími nejsledovanější streamerkou na platformě Twitch v Česku a pátým nejsledovanějším streamerem vysílajícím v češtině vůbec.

### Smazání YouTube kanálu
Dne 29. listopadu 2024 Kárová oznámila, že jí administrátoři platformy YouTube smazali její profil. Sama Kárová uvedla jako důvod smazání jedno z posledních videí, kde ukázala deepfake pornografii s modelkou, která měla obličej Kárové. Mělo se dle spekulace Kárové jednat o nedostatečnou cenzuru tohoto úseku v jejím reakčním videu, kde videomontáž sebe sama popřela.
Dne 12. 12. 2024 oznámila, že jí YouTube profil vrátil a může pokračovat ve vydávání videí.